# 英國鐵路331型電力動車組
英國鐵路331型「Civity」是一款由CAF製造的電力動車組列車。目前，本型列車由Eversholt鐵路集團擁有，並由北部列車負責營運。 本型列車共製造了43列，其中31列為3節編組，12列為4節編組。 這些列車由 2017年開始建造，並在2019年7月1日開始逐步投入使用。